# Yu Hua
Yu Hua   (Hangzhou, 3 d'abril de 1960) és un escriptor xinès. El 1983 inicia la seva carrera com a escriptor de ficció, començant en una línia molt avantguardista. Alguns crítics també el van titllar d'escriptor postmodernista o un dels capdavanters de la meta escriptura a la Xina. Pertany a una generació que reformà la literatura de la Xina als anys 80 i 90. En l'actualitat és un dels escriptors xinès més coneguts internacionalment.
Als anys noranta l'escriptor Quim Monzó va elogiar els relats de Yu Hua que coneixia per lectures d'obres seves en llengua italiana. Val a dir, però, que en l'actualitat les seves obres han estat traduïdes a vint llengües diferents: anglès, francès, portuguès, castellà, rus, italià, neerlandès, turc, hebreu, coreà, mongol, malai, suec, entre d'altres. Ha estat el primer xinès a rebre el Premi James Joyce (2002).

## Biografia
Fill de pares metges. De fet, la família vivia dins del recinte de l'hospital, prop del dipòsit de cadàvers. Aquesta proximitat amb la mort ja des de l'infància influenciarà profundament la seva obra posterior. Durant la seva infància, en el seu període escolar, es va desenvolupar la Revolució Cultural. I va ser un dels qui defensar l'actuació dels estudiants durant les protestes de la Plaça de Tian'anmen de 1989. Va fer estudis d'odontologia i va exercir de dentista durant uns pocs anys. El 1983 abandonà la seva professió per a dedicar-se a escriure.

## Obra
Les més conegudes són:
- Crònica d'un venedor de sang (许三观卖血记, Xǔ sān guān mài xuè jì en pinyin)
- Abandonant la llar al divuit anys (十八岁出门远行, Shíbā Suì Chūmén Yuǎnxíng en pinyin), És una narració curta.
- Germans (兄弟, Xiōngdì en pinyin)
- Viure!" (活着, Huózhe) La novel·la que l'ha fet més popular a Occident. Se n'ha fet una pel·lícula dirigida per Zhang Yimou, protagonitzada per Gong Li, Ge You i Jiang Wu.[4]

Una editorial catalana ha publicat diverses obres d'aquest autor en castellà. La primera traducció al català de l'obra de Yu Hua "El passat i els càstigs" l'ha fet l'editorial Les Males Herbes (2013).
A més:
- "Xina en deu paraules" 十个词汇里的中国 en xinès simplificat;十個詞彙裡的中國 en xinès tradicional i Shí gè cíhuì lǐ de zhōngguó en pinyin). Una altra editorial catalana n'ha fet una versió en castellà.